# Jaromír Černín z Chudenic
Jaromír hrabě Černín z Chudenic (německyJaromir Graf Czernin von und zu Chudenitz; 13. března 1818 Vídeň – 26. listopadu 1908 Petrohrad) byl český šlechtic, velkostatkář a politik. Čtyřicet let byl hlavou šlechtického rodu Černínů z Chudenic, vlastnil velkostatky v jižních, severních a západních Čechách (Jindřichův Hradec, Chudenice, Krásný Dvůr, Petrohrad) a patřil k největším vlastníkům půdy v Českém království. V politice působil aktivně jako poslanec Českého zemského sněmu a později jako člen rakouské Panské sněmovny. Zastával také řadu čestných hodností a byl nositelem Řádu zlatého rouna. Dva z jeho zeťů (Friedrich Schönborn, Johann Ledebur-Wicheln) byli ministry rakouské vlády.

## Život

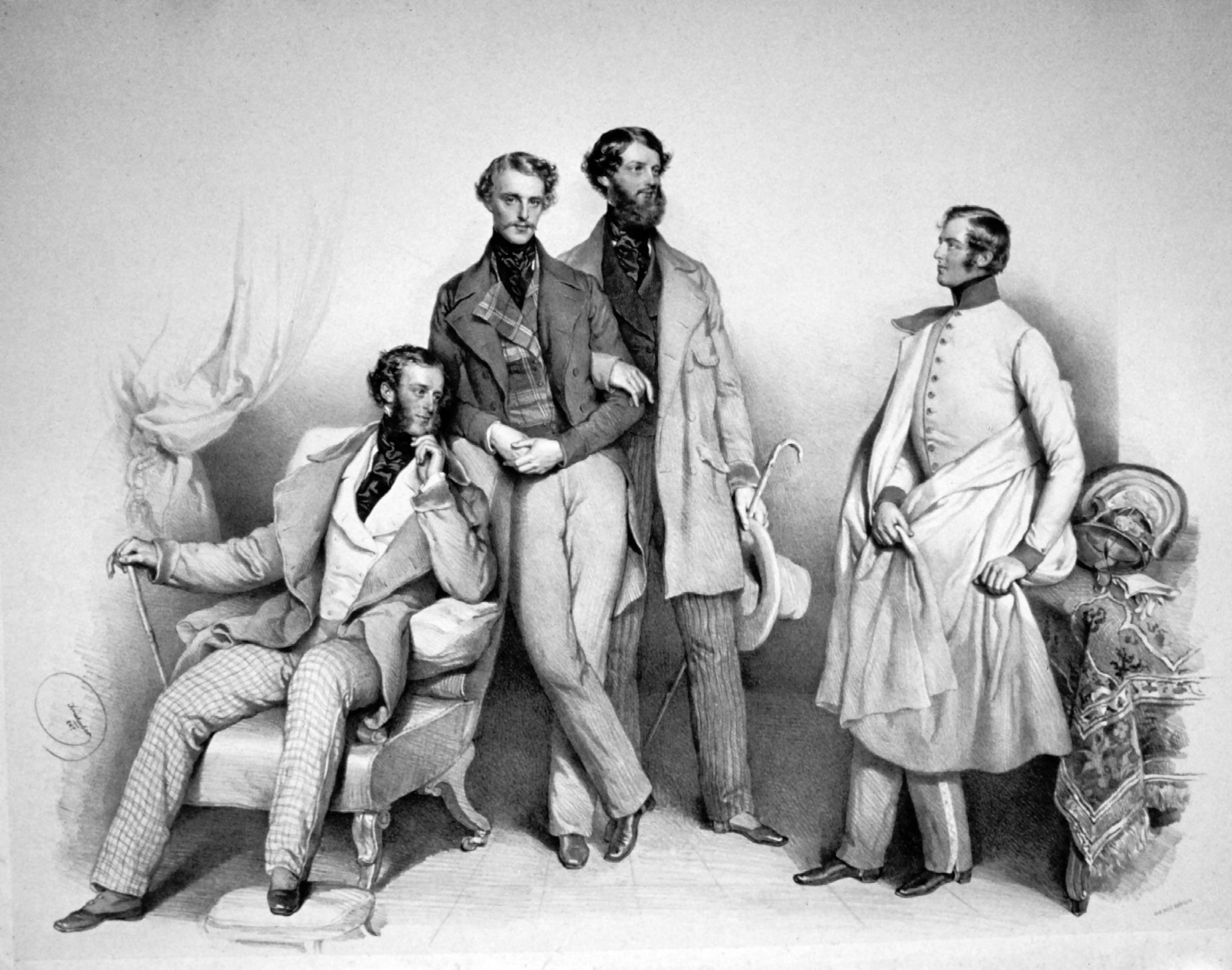
Jaromír Černín (sedící) se svými bratry Rudolfem (1821–1873), Heřmanem (1819–1892) a Humbertem (1827–1910); litografie, Josef Kriehuber, 1847

Narodil se jako nejstarší ze čtyř synů hraběte Evžena Karla Černína (1796–1868), vynikajícího znalce české historie a významného donátora Národního muzea, matka Marie Terezie (1798–1866) pocházela z rodu Rosenbergů. Jaromír po maturitě na gymnáziu studoval práva na Vídeňské univerzitě a poté působil jako nižší státní úředník u moravského místodržitelství v Brně, kde se také oženil. V letech 1843–1844 byl krajským komisařem ve Znojmě, poté působil jako sekretář u zemské vlády v Dolním Rakousku. V roce 1846 opustil státní službu a začal se podílet na správě rodového majetku. Mezitím byl v roce 1845 jmenován c. k. komořím. Později se zapojil do politického života v Českém království, v letech 1861–1867, 1869 a 1870–1872 byl poslancem Českého zemského sněmu, kam byl zvolen za velkostatkářskou kurii. V roce 1874 se jako držitel fideikomisu stal dědičným členem rakouské Panské sněmovny. V roce 1881 obdržel titul c. k. tajného rady a v roce 1884 získal Řád zlatého rouna.
Byl pohřben v rodinné hrobce v kostele svatého Jakuba v Jindřichově Hradci.

## Majetek
Po otci zdědil majetek v různých částech Čech. Nejvýznamnější položkou v černínském majetku byl velkostatek Jindřichův Hradec, k němuž patřilo 11 455 hektarů půdy. S vlastnictvím Jindřichova Hradce byl spojen také čestný titul vladař domu jindřichohradeckého převzatý po předchozích majitelích Slavatech. Po rodině Slavatů užíval Jaromír Černín také čestný titul dědičného nejvyššího číšníka Českého království. V severních Čechách vlastnil velkostatky Petrohrad u Loun a Krásný Dvůr, které zahrnovaly přes 12 000 hektarů půdy. Důležitou součástí rodového dědictví byl velkostatek Chudenice na Klatovsku s hradem Švihovem s rozlohou 6 677 hektarů půdy. Držba Chudenic měla mimo jiné symbolický význam, protože tento nejstarší rodový statek byl v majetku rodiny nepřetržitě od roku 1291. Jaromír Černín střídal pobyty na různých místech, na rozdíl od svých předků, kteří preferovali Krásný Dvůr, pobýval často v Petrohradě, kde také zemřel. Ve Vídni byl jeho sídlem Černínský palác s bohatými uměleckými sbírkami. Správu majetku předal v roce 1906 synu Evženovi.

## Rodina
Jaromír Černín byl dvakrát ženatý. Jeho první svatba se konala v roce 1843 v Brně, kde tehdy působil jako nižší státní úředník. Oženil se s hraběnkou Karolínou Františkou ze Schaffgotsche (1820–1876), s níž měl šest dětí. Podruhé se oženil ve Vídni v roce 1879 s hraběnkou Josefínou Paarovou, ovdovělou hraběnkou Falkenhaynovou (1839–1916). Obě Jaromírovy manželky obdržely čestný titul c. k. palácová dáma a byly nositelkami Řádu hvězdového kříže. Oba synové z prvního manželství zemřeli bezdětní, majetek v jižních, západních a severních Čechách přešel adopcí na vrchlabskou větev Černínů (Eugen Alfons Czernin).
Potomstvo:
- 1. Terezie (19. prosince 1843 – 26. dubna 1910), c. k. palácová dáma, dáma Řádu hvězdového kříže, manžel 1869 Bedřich Ervín hrabě hrabě Schönborn (10. září 1841, Praha – 21. prosince 1907, Vídeň), místodržitel na Moravě 1881–1888, rakouský ministr spravedlnosti 1888–1895, c. k. tajný rada, komoří, doživotní člen Panské sněmovny, poslanec Moravského zemského sněmu
- 2. Marie Rudolfina (6. března 1845, Vídeň – 17. dubna 1922, Salcburk), manžel 1864 Siegfried Konstantin starohrabě Salm-Reifferscheidt-Raitz (6. června 1835, Praha – 14. srpna 1898, Salcburk), c. k. komoří, poslanec Českého zemského sněmu a rakouské Říšské rady, majitel velkostatku Široké Třebčice
- 3. Karolína (15. února 1847, Vídeň – 14. dubna 1907, Praha), c. k. palácová dáma, dáma Řádu hvězdového kříže, manžel 1868 Jan hrabě Ledebur-Wicheln (30. května 1842, Křemýž – 14. května 1903, Praha), rakouský ministr zemědělství 1895–1897, c. k. tajný rada, komoří, poslanec Českého zemského sněmu, doživotní člen Panské sněmovny, majitel velkostatků Kostomlaty pod Milešovkou, Milešov, Křemýž
- 4. Ernestina (13. listopadu 1848, Petrohrad – 22. června 1908, Vídeň), c. k. palácová dáma, dáma Řádu hvězdového kříže, manžel 1867 Karel Bedřich kníže Oettingen-Wallerstein (16. září 1840, Wallerstein – 22. prosince 1905, Petrohrad), dědičný člen horní komory Říšské rady v Bavorsku, rytíř Řádu zlatého rouna, rytíř Maltézského řádu, majitel velkostatků Zbraslav a Hluboš
- 5. Evžen Jaromír František (13. února 1851, Vídeň – 5. listopadu 1925, Petrohrad), c. k. tajný rada, komoří, dědičný člen Panské sněmovny, rytíř Řádu zlatého rouna, manželka 1876 Františka Marie princezna ze Schönburg-Hartensteinu (28. srpna 1857, Karlsruhe – 20. ledna 1926, Petrohrad), c. k. palácová dáma, dáma Řádu hvězdového kříže
- 6. František Jaromír Eugen (3. března 1857, Vídeň – 9. dubna 1932, Jindřichův Hradec), c. k. dvorní rada, okresní hejtman ve Znojmě, svobodný a bezdětný, ale adoptoval Evžena Alfonse Černína z vrchlabské rodové linie, který se stal jeho dědicem